# 鳥井美沙
鳥井美沙（6月17日—），日本女旁白、活動主持人、配音員。出身於東京都。B型血。

## 人物簡介
本名相同。現為自由身。暱稱「美沙」
早年從擔任幕後旁白的工作開始她的配音事業，並在各家電視台廣泛擔任幕後節目宣傳、企業VP、各種節目導播。不只如此，也有接百貨公司、超商大賣場、特別活動等店內引導顧客的廣播工作。1997年因擔任TBS綜藝節目《校園瘋神榜》的旁白而廣為人知。
1999年正式投入配音界。其中遊戲《純愛手札2》的角色麻生華澄是她唯一為人熟悉的代表配音作品。
興趣為滑雪、彈鋼琴、音樂鑑賞。

## 旁白
TBS
- 歌番
- 校園瘋神榜（日语：学校へ行こう!）
- 關口宏的東京朋友樂園II（日语：関口宏の東京フレンドパークII）
- 嵐的大秘密
- 决定！全国47都道府縣超級排名戰！出生地的性格診斷!? 日本各地居民性格發表特輯（日语：決定!全国47都道府県超ランキングバトル!!出身県で性格診断!?ニッポン県民性発表SP）
- 人氣99（日语：もてもてナインティナイン）
- （與MBS共同製作）
- 戀愛的混蛋！（日语：恋のバカヤロー!）
- 未來護士（日语：未来ナース）「未來護士99」
- 全國47都道府縣 縣民性發表SP
- 傑尼斯大運動會
- 傑尼斯筋肉番付
- ～&的炎之戀愛作戰SP
- 生活達人
- 比佛利山通販白書！

富士電視台
- 台場明石城（日语：お台場明石城）

朝日電視台
- 突如其來！黃金傳說。
- 3B junior的星屑商事（日语：3B juniorの星くず商事）（2015年，BS朝日[2]）

東京電視台
- 任意標語委員會（日语：勝手にキャッチコピー委員会）（2013年）[3]

### 其它
- NTT留守番秘書服務 留守番電話案內

### 廣告
- Yellow Hat（日语：イエローハット）
- 橫濱 Intercontinental（日语：ヨコハマグランドインターコンチネンタルホテル）
- 相鐵Joinus（日语：相鉄ジョイナス）

## 配音

### 遊戲
- 純愛手札2相關（麻生華澄）
  - 純愛手札2（1999年）
  - 純愛手札2 對戰方塊（日语：対戦ぱずるだま）（2001年）
  - 純愛手札2 Substories ～Memories Ringing On～（2001年）
  - 純愛手札2 Substories ～Leaping School Festival～（2001年）
  - 純愛信箱Vol.4（2001年）[注 1]
  - 純愛手札2 Typing（2003年）

### 其它作品
- 純愛手札2相關（麻生華澄）
  - 純愛手札2 Music Clips集 ～給溫柔的你～（2002年）
  - 純愛手札2 Music Clips集 ～給溫柔的你～ 特別版（2002年）
  - 純愛手札2 Music Clips集 ～相逢馬戲團～（2002年）
  - 純愛手札 Super Live 2（2004年）
  - 純愛手札 Super Live forever DVD（2006年）

### 專輯
- 純愛手札2 Music Collection 1（2001年）
- 純愛手札2 Blooming Stories 9 麻生華澄（2001年）
- 純愛手札2 Vocal Tracks 5（2002年）
- 純愛手札2 Vocal Tracks 復刻版（2002年）

### 廣播劇CD
- ～～ Vol.5（1999年）
- ～～ Vol.7（1999年）
- 純愛手札2相關（麻生華澄）
  - 純愛手札2 廣播劇CD系列
    - Vol.1 ～預感，緣起的季節～（2000年）
    - Vol.3 ～願秘心～（2000年）
    - Vol.6 ～雪…～（2001年）
    - Vol.8 ～霞空下～（2001年）
    - Vol.9 ～月亮的碎片～（梅杜莎將軍，2002年）
    - Vol.10 ～陽光輝中～（2002年）

  - 純愛手札2 Happy Talk CD（2002年）

### 吉祥物角色
- 君
- 擔任指南·貓
- 茨城縣吉祥物·

## 廣播主持人
- （TOKYO FM，節目主持人〈初代〉）

## 腳註

## 外部連結
- 旁白 鳥井美沙官方網站 （日語）
- 鳥井美沙的X（前Twitter） （日語）
- 鳥井美沙的Facebook專頁 （日語）